# Do Nsoseme
Do Nsoseme Dora, née le 30 avril 1994  à Kinshasa, est une poétesse, slameuse et photographe congolaise (RDC). Elle est détentrice d'un diplôme en Arts-Graphiques option communication visuelle de l'Académie des beaux-arts de Kinshasa,. Elle tient également un blog «La Nouvelle Kinoise», à travers lequel elle partage ses slams et ses réflexions sur divers sujets.

## Biographie

### Jeunesse et formation
Née dans une famille religieuse, d’un père pasteur et d’une mère très active à l’église, qui tous deux aiment beaucoup lire, Do a trois sœurs et deux frères. Elle découvre la poésie d’abord à travers les Psaumes. Elle commence à écrire vers 7 ans, tient un journal et rêve de devenir un jour écrivaine. Sa passion pour l’écriture la pousse à choisir la littérature comme spécialité lors de ses études secondaires. Initiée à la versification française, elle représente son école lors de quelques concours inter-scolaires de poésie. Elle finit diplômée d’État (baccalauréat) en Latin-Philo en 2011 à l’Institut Monseigneur Bokéléale.
Do indique avoir reçu beaucoup d’encouragement de sa famille à poursuivre ses rêves. Sa mère et son père lui achetaient souvent des livres. Elle chante à la chorale de l’école du dimanche de l’église de son père une grande partie de son enfance. Elle suit des cours de musique, de poterie, de couture, de tricotage, de bricolage, de coiffure et de soins de beauté et bien-être pendant ses temps perdus tout le long de son adolescence. Sa mère dit d’elle qu’elle a une âme d’artiste. Do est mariée à Amos Lubungu depuis février 2024

### Poésie et Slam

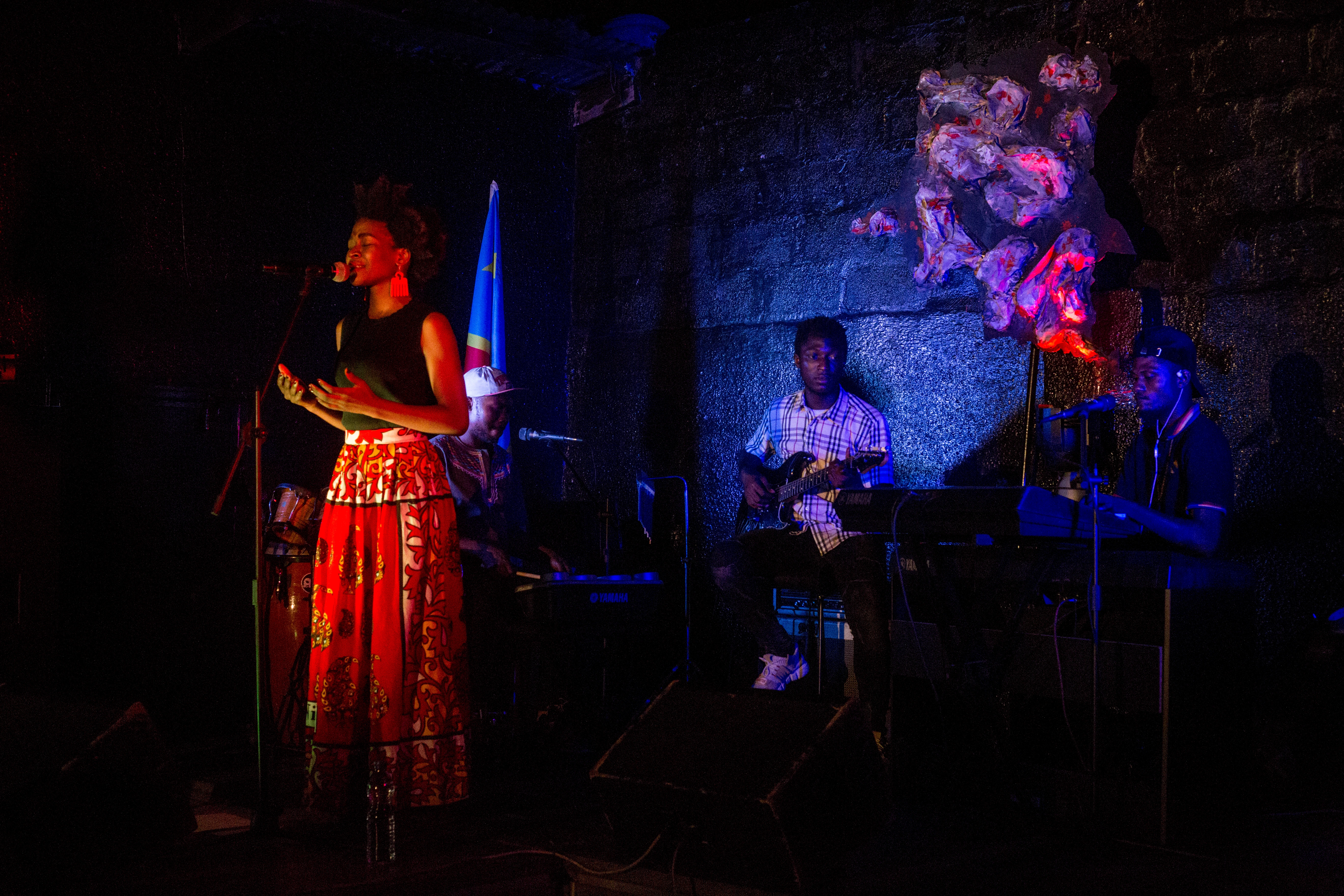
Do Nsoseme sur la scène de Aw'art, Photo tiers.

Les textes de Do Nsoseme se concentrent sur l’histoire de son pays, la République démocratique du Congo (RDC), les questions de féminisme, d’humanisme, de paix et sécurité, ainsi que sur son vécu personnel.
Do se lance dans le slam en 2012 en rejoignant le collectif d’artistes et poètes «Au pays de poètes», créé par le poète Congolais Ben Kamanda qui a pour objectif de promouvoir la poésie. Elle participe à plusieurs soirées de poésies avec ce collectif jusqu’en 2014. Elle déclare avoir douté un moment au sujet de continuer ou pas à slamer. Encouragée par ses amis slameurs, dont Microméga le verbivore, de son vrai nom Jean Benoit Bandefu Bokoli, Do décide de participer au concours slam poésie urbaine organisée par l’institut Français de Kinshasa en mars 2015. Elle finit première et décide de poursuivre son aventure avec le slam.
Depuis, Do Nsoseme a participé à des projets et prestation d'envergures tels que lors de la publication de l'Étude sur la masculinité par ONU Femmes RDC et l'Ambassade de Suède en RDC, Septembre 2015, en 2016 elle a slamé lors de la rentrée Littéraire au Centre Wallonie Bruxelles de Kinshasa, en 2017 elle a représenté la RDC en Belgique pour le «slam our world (SLOW)» organisé par le Théâtre Royal Flamand (KVS).
En 2018, elle a déclamé ses textes lors de plusieurs événements culturels en tant que comédienne et aussi slameuse, elle a participé à une tournée dans la région des Grands-Lacs avec Théâtre et Réconciliation, Rwanda et Sud Kivu/RDC, en Janvier 2018 et ensuite dans quelques villages du Nord Kivu, en RDC et quelques villes belges en 2019. Le Congo de demain, slam poème qui retrace la situation du Congo 60 ans après son indépendance sort en 2020. En février 2021, c'est la sortie de la vidéo de son slam «Femme/Tu es appelée Femme», et de fin mars à début avril 2021 et en juillet 2022, elle SÜD-SÜD-PROJEKT avec le poète et écrivain Fiston Mwanza Mujila, qui explore la rencontre et l’échange artistique entre des artistes de Graz en Autriche et de Kinshasa en RDC.
Après un magnifique concert à l’Académie des Beaux-Arts de Kinshasa le 15 décembre 2021, Do Nsoseme est invitée à prendre part pour la première fois à la fête du livre de Kinshasa en février 2022 où elle a animé des ateliers d’écriture pour enfants et slamé lors de la clôture de ce grand rendez-vous littéraire en RDC. Ensuite, elle a brillé par ses mots et photographies à l’occasion de l’édition 2022 du festival Corps de Textes organisés par le Théâtre de Liège en Belgique. A son retour à Kinshasa, elle a slamé devant un public de plus de 500 personnes sous la grande Halle de l’Institut français de Kinshasa.
Le 14 février 2023, Do sort une troisième vidéo slam intitulé «Traces» qui relate l’histoire d’une rupture amoureuse qui laisse pourtant plusieurs traces. Elle participe la même année au Festival Les Mots à défendre au Théâtre National Wallonie Bruxelles, Belgique. En Juin 2023, elle slame son Texte « Femme/Tu es appelée Femme » en Français et en Anglais devant les Premières Dames d’Afrique à l’occasion de la fête des 20 ans de l'Organisation des Premières Dames d'Afrique pour le Développement, 17 juin, 2023.
Do est l’initiatrice du «Slam et Micro Ouvert à Kinshasa (S.M.O.K)» , un cadre et espace où la parole se libère dans les différents quartiers de la ville de Kinshasa dans le but de promouvoir le slam.
Des scènes slams aux scènes de conférences, théâtre et autres, Do raconte mot après mot l'histoire de son pays et des rencontres qu'elle fait dans son parcours.

### Photographie

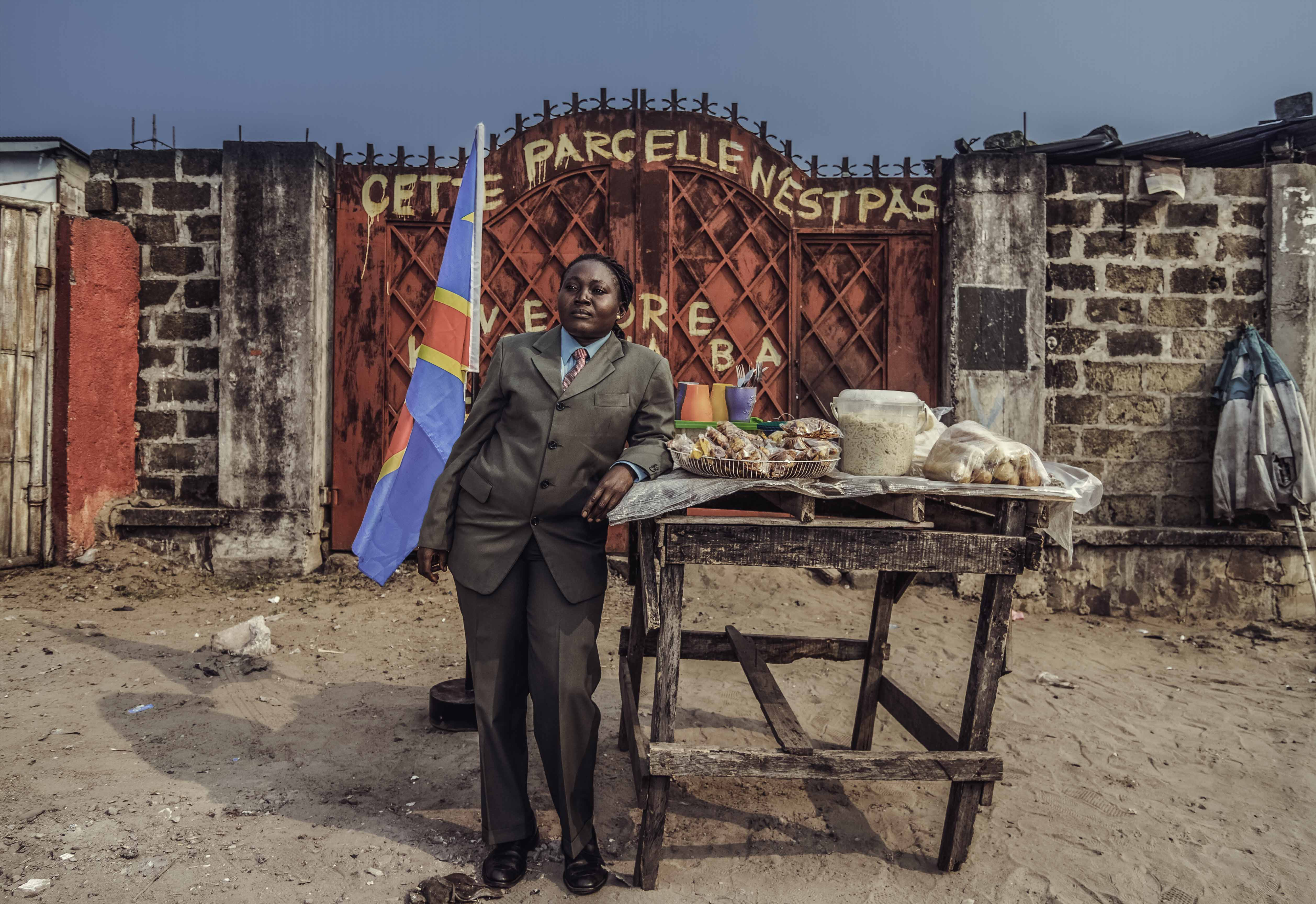
« Grand Prêtre Mère », une série photo de Do Nsoseme.

Do Nsoseme a commencé d'abord par être photographe reporter avant d'aborder la photographie artistique. Sa première série photographique intitulée "GRAND PRÊTRE MÈRE» , exposée pour la première fois à l'Institut Français de Kinshasa dans le cadre de l'exposition collective KINSHASA 2050: LES FEMMES D'ABORD, a également été exposé à la Biennale de Lubumbashi, à l'Académie des Beaux Arts de Kinshasa, lors de l’édition 2022 du festival Corps de Textes organisés par le Théâtre de Liège en Belgique, etc. Cette série lui a valu le premier prix au concours de photographie féministe organisé par OXFAM RDC.
La photographie de Do questionne le réel de manière objective, tantôt de manière subjective. Elle joue avec le réel par des mises en scènes ou des procédés de stylisation de ses photos.

## Oeuvres

### Recueil Poétique
- Ngambo Ya Congo: Kinshasa, Éditions MesDames,2024 (ISBN:978-2-491803-99-5)

## Discographie
- 2023 : Traces (Single distribué par Muska RDC)
- 2021 : Femme (Single produit par Loyola Studio)
- 2020 : Le Congo de Demain (Single produit par Habari RDC)

## Distinctions
Gagnante du concours de Slam – Poésie urbaine de Kinshasa, 2015
Premier prix du concours photographie Féministe organisé par OXFAM RDC, 2021
Figurante dans le palmarès 50 femmes qui Inspirent du magazine Pourelle.Info, 2019 et 2023